# Qadian
Qadian – miasto w Indiach, w stanie Pendżab. W 2011 roku liczyło 23 632 mieszkańców.